# حاسين كوتشك
حاسين كوتشك هي قرية في مقاطعة ماكو، إيران. يقدر عدد سكانها بـ 192 نسمة بحسب إحصاء 2016.